# Martha Novelly
Martha Novelly, gebürtig Martha Buchholz (* 14. Februar 1889 in Hamburg; † 28. August 1972 in Berlin) war eine deutsche Schauspielerin.

## Leben
Sie gab ihr Bühnendebüt als 15-Jährige 1904 in Lübeck. Danach spielte sie in Flensburg, Oldenburg, Frankfurt (Oder), Chemnitz, Nürnberg und Stuttgart. Seit 1914 agierte sie in Berlin am Lustspielhaus.
Wie viele andere Berliner Bühnenschauspieler begann sie während des Ersten Weltkrieges eine Filmkarriere. Sie erhielt von 1916 bis 1918 stets Hauptrollen in ernsten, dramatischen Stoffen. Wenige Jahre nach ihrer Heirat 1918 beendete sie ihre Karriere.

## Filmografie
| - 1914: General von Berning - 1916: Unter heißer Zone - 1917: Unheilbar - 1917: E, der scharlachrote Buchstabe - 1917: Das Gewissen des Andern - 1918: Die Liebe der Maria Bonde - 1918: Der Ring des Hauses Stillfried - 1918: Der Fluch der alten Mühle - 1918: Der letzte Liebesdienst | - 1918: Die Sühne - 1919: Flitter-Dörtje - 1919: Die Geige des Tommaso - 1919: Cagliostros Totenhand - 1920: Irène - 1921: Unrecht Gut |